# David Robertson (presbitero)
David Andrew Robertson (Portmahomack, maggio 1962) è un presbitero e saggista britannico.

## Biografia
Robertson ha conseguito il bachelor of arts in storia all'Università di Edimburgo e il master of arts in teologia al Free Church College di Edimburgo (poi divenuto Seminario teologico di Edimburgo). Inizialmente aveva intenzione di dedicarsi alla carriera politica e presentarsi alle elezioni del 1983 per un seggio di deputato, ma qualche mese prima fu sconfitto alle elezioni universitarie per la presidenza dell'Associazione degli studenti dell'Università di Edimburgo, così cambiò idea e decise di dedicarsi alla carriera ecclesiastica. Nel 1986 fu ordinato ministro della Libera Chiesa di Scozia, una Chiesa  presbiteriana;  inizialmente esercitò il suo ministero a Brora, un villaggio del Sutherland. Nel 1992 si è trasferito a Dundee alla guida della St. Peter's Free Church, dove è rimasto per 27 anni. Nel 2007 ha pubblicato il libro The Dawking letters, una risposta al libro L'illusione di Dio di Richard Dawkins. Nel 2010 Robertson ha fondato il Solas Centre for Public Christianity, di cui è stato presidente per otto anni. Robertson è stato inoltre cappellano dell'Università di Dundee e del Dundee Football Club. Nel 2015 e nel 2016 è stato moderatore (cioè presidente) dell'Assemblea Generale della Libera Chiesa di Scozia. Robertson è stato molto attivo nel campo della divulgazione e della difesa della fede cristiana. Ha pubblicato articoli sui giornali The Scotsman e Christian Today, ha partecipato a numerosi programmi radiofonici ed è stato curatore editoriale di The Record, periodico ufficiale della Libera Chiesa di Scozia; inoltre ha pubblicato diversi libri e curato un blog su internet, che ha intitolato The Wee Flea. Robertson è sposato e dalla moglie Annabel ha avuto tre figli. Nel 2019 Robertson si è trasferito in Australia a Sydney per dirigere il City Bible Forum, un nuovo progetto della Libera Chiesa di Scozia.

## Libri principali
- The Dawkins letters: challenging atheist myths (2007)
- Awakening: the life and ministry of Robert Murray McCheyne (2010)
- Magnificent Obsession: Why Jesus Is Great (2013)
- Quench: Cafe Culture Evangelism (2014)